# Universitat de Califòrnia a Irvine
La Universitat de Califòrnia a Irvine és una universitat pública estatunidenca que es troba a Irvine, Califòrnia. És una de les deu institucions pertanyents a la xarxa de la Universitat de Califòrnia i és, habitualment, coneguda com a UCI o UC Irvine. La universitat en si mateixa va ser nomenada en honor de la Irvine Company que va donar el terreny en el qual la universitat va ser creada i que també va dissenyar la població colindant.
UCI és la quarta millor universitat pública de l'estat després de la UC Berkeley, la UCLA i la UC San Diego. A causa de la seva activitat en els camps de la investigació i al seu gran nombre d'empleats, la institució és reconeguda com una font important en el Comtat d'Orange.

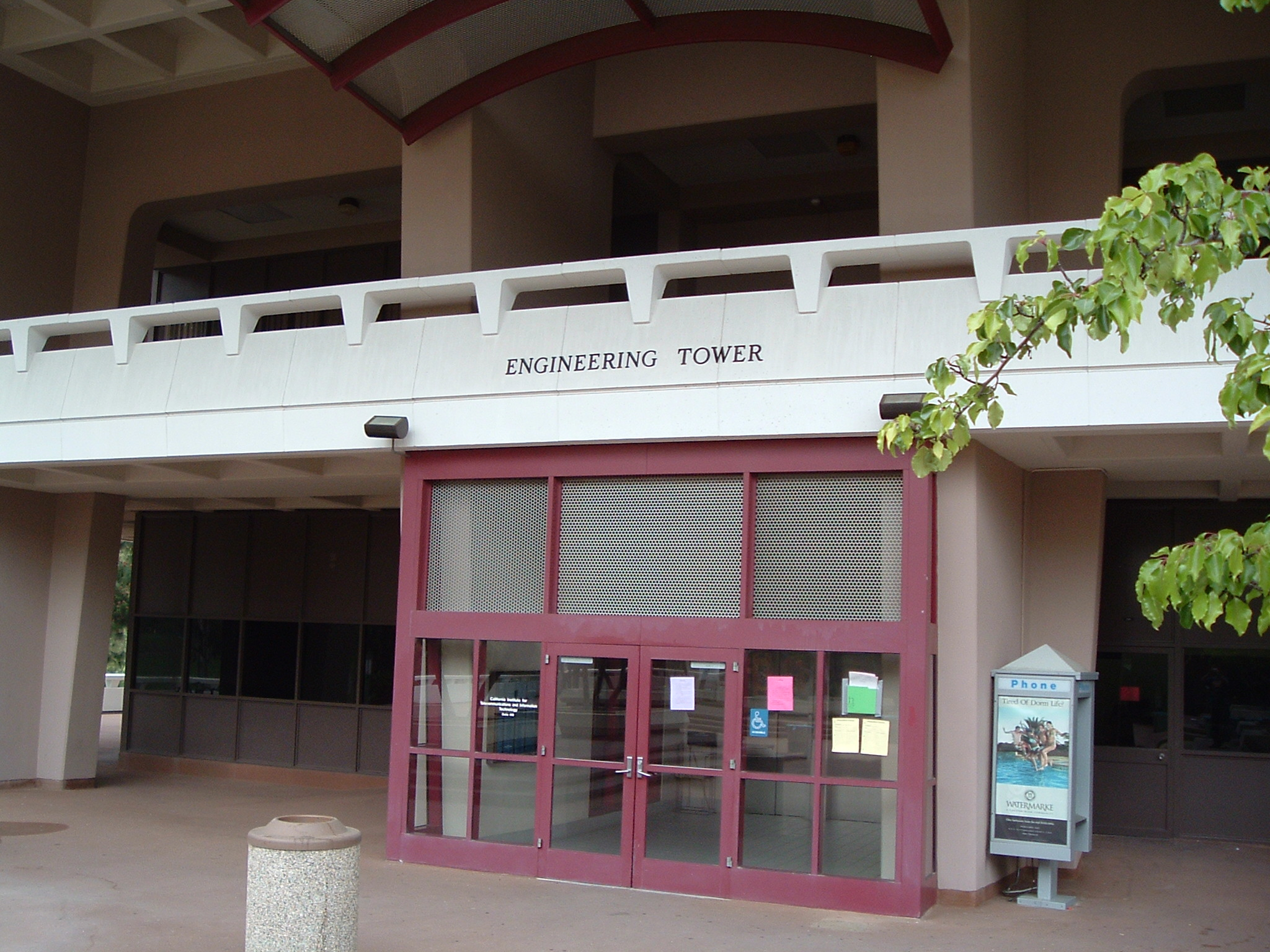
Entrada a l'Engineering Tower de la UC Irvine.

## Història
La Universitat de Califòrnia a Irvine va ser un dels tres nous campus creats en els anys 60 pel Master Plan de Califòrnia per a l'Educació Superior juntament amb els campus de San Diego i el de Santa Cruz. Durant els anys 50, la Universitat de Califòrnia va veure la necessitat latent per a poder donar cabuda al gran nombre de veterans de guerra de la Segona Guerra Mundial i el posterior baby boom. Un d'aquests nous campus havia de situar-se a la zona de Los Angeles. Així, Irvine va ser la localització seleccionada, una zona que destacava principalment per la seva orientació a l'agricultura. Aquesta ubicació va ser triada per donar suport a la gran crescuda en la població de la comarca.
A diferència de al majoria de la resta de campus de la Universitat de Califòrnia, l'UCI no va ser nomenada en honor de la ciutat on va ser construïda, ja que en el moment de l'edificació, l'actual ciutat d'Irvine no existia com a tal. El nom d'Irvine fa referència a James Irvine, el terratinent que administrava el Ranxo Irvine. L'any 1960, la companyia Irvine va vendre 1000 acres del ranxo a la UCI per la quantitat simbòlica d'1 dòlar, ja que no va ser permesa la donació de la parcel·la. L'UCI va adquirir 510 acres més l'any 1964 per seguir amb la seva evolució i expansió. La majoria de les terres que no van ser adquirides per la UCI pertanyen a la Companyia Irvine avui en dia. Durant aquest temps, la UCI també va contractar William Pereira i Associats com a planificadors mestres de l'àrea del Ranxo Irvine. Poc després que la UCI fos inaugurada l'any 1965, es va fundar la ciutat d'Irvine entre 1971 i el 1975.

## Campus
El disseny del campus central de la UCI s'assembla a un tosc cercle amb el Parc Aldrich en el seu centre (anteriorment conegut com el Central Park), rodejat pel centre comercial Ring Mall i edificies entorn a la carretera de circumvalació. Per emfasitzar encara més el disseny, les zones acadèmiques estan ubicades en relació al centre del campus, de tal forma que les escoles de pregrau estan més a prop del centre que les escoles de postgrau.
El Parc Aldrich es va plantar amb més de 11.120 arbres (hi ha més de 24.000 arbres en tot el campus), incloses 33 espècies d'eucaliptus. L'any 1990 es van plantar dos arbres simbòlics, un per al Dia de l'Arbre i el segon per al ex canciller Daniel Aldrich, mort aquell mateix any. En el primer aniversari de la tragèdia del 11S, el canciller va plantar un arbre de llorer en memòria dels herois i les víctimes dels successos de l'11 de setembre de 2001. L'arbre en si era un regal de l'Assemblea del Personal de la UCI. El Parc Aldrich és el lloc on se celebra el Wayzgoose, un festival estudiantil medieval que se celebra cada any. També és seu de moltes activitat extracurriculars.
El centre comercial Ring Mall és el camí per a vianants més utilitzat pels estudiants i professors per moure's al voltant del campus central. La carretera fa una milla i rodeja completament el Parc Aldrich. La majoria de les escoles i les biblioteques estan rodejades per aquest camí cadascuna de les escoles té la seva pròpia plaça central, que també es connecta al Parc Aldrich.
Altres àrees de la universitat fora del campus central, tals com l'Escola d'Arts estan connectades per quatre ponts per a vianants. Fora del campus principal i els ponts, el disseny del campus és més suburbà.

## Admissió
Tot candidat que aspiri a ser admès a la UCI té el requeriment de passar per un procés d'admissió en el qual segons recents estadístiques, s'accepta el 44% dels aspirants. Així, els candidats han de passar l'examen SAT. en què la puntuació mitjana dels alumnes és de 1745. En aquest examen, quant a la secció de matemàtiques, un 25% dels candidats han presentat una qualificació de 680 i el 75% han obtingut una qualificació superior a 560. D'altra banda, pel que fa a la prova de redacció, el 25% han presentat una qualificació superior als 620 punts i el 75% dels candidats han obtingut una puntuació superior a 510.